# Stolen Earth
Stolen Earth is een Britse muziekgroep opgericht in februari 2011.
De band ontstond uit de restanten van Breathing Space toen Iain Jennings de band ophief. Stolen Earth bestond tijdens de oprichting uit:
- Heidi Wittop – zang uit Breathing Space en daarvoor Mostly Autumn
- Adam Dawson – gitaar (BS)
- Paul Teasdale- basgitaar (BS)
- John Sykes – toetsinstrumenten
- Barry Cassels – slagwerk, percussie (BS).

De band heeft een webpagina en filmpje op YouTube met alvast nieuwe muziek. Een album is nog niet aangekondigd.
NB John Sykes is niet John Sykes, die speelde in Whitesnake.